# Manuel Mirabal
Pour les articles homonymes, voir Mirabal et Vázquez.
Mirabal  Vázquez est un nom espagnol. Le premier nom de famille, en général paternel, est Mirabal ; le second, en général maternel, souvent omis, est Vázquez.
Luis Manuel Mirabal Vázquez, dit Guajiro Mirabal, né le 5 mai 1933 à Melena del Sur et mort le 28 octobre 2024 à La Havane, est un trompettiste cubain. Il joue professionnellement dès 1951, avec le Conjunto Universal.

## Biographie
Manuel Mirabal est né le 5 mai 1933 à Melena del Sur, à une cinquantaine de kilomètres de La Havane, fils d'un chef de fanfare municipale. Il se passionne pour les rythmes cubains des années 1940-1950. Il apprend la trompette à l'âge de 18 ans et commence une carrière musicale en 1951. Il rejoint l'orchestre de jazz Swing Casino en 1953, puis l'Orquesta Casino Parisien à l'Hôtel Nacional (en espagnol : Hotel Nacional), avant de former le Conjunto Rumbavana trois ans après, en 1956, avec les chanteurs Lino Borges et Raúl Planas. De 1953 à 1959, la révolution cubaine renverse le régime de Fulgencio Batista.
En 1960, il rejoint Orquesta Riverside, dont le chanteur Tito Gómez lui donne son surnom , « Guajiro » Mirabal (Guajiro signifie quelque chose comme « plouc », mais dans la culture cubaine cela signifie plutôt « paysan » ou « cubain authentique »).
En 1967, il joue avec l'Orquesta Cubana de Música Moderna dirigé par le saxophoniste Armando Romeu et comprenant le percussionniste Guillermo Barreto, le trompettiste Arturo Sandoval, Paquito d'Rivera, le tromboniste Juan-Pablo Torres (en espagnol : Juan Pablo Torres, en espagnol on ne mets jamais de tiret entre deux prénoms), et les pianistes Gonzalo Rubalcaba et Chucho Valdés. Il joue avec Orquesta del Cabaret Tropicana, dirigé par Armando Ramer, Orquesta del ICRT, orchestre officiel de la radio et télévision d'état cubaines.
En 1979, il participe aux descargas d'Estrellas De Areito. Il participe également à des tournées avec Oscar D'León (en espagnol : Óscar D'León, avec un accent sur le O) et José Feliciano.
En 1996, il participe à l'Afro-Cuban All-Stars et à Buena Vista Social Club, un groupe formé pour faire revivre la musique cubaine pré-révolution et qui rassemble des musiciens légendaires cubains et africains. Il participe à l'enregistrement de l'album Buena Vista Social Club, enregistré en six jours. Buena Vista Social Club est le nom d'un ancien club privé de La Havane qui a fermé ses portes après la révolution cubaine. Cet album est un succès international qui reçoit un Grammy Award en 1998.
En 2001, il participe à l'album Cachaíto, de Cachaíto, autre membre du Buena Vista Social Club. En 2004, il sort l'album Buena Vista Social Club Presents Manuel Guajiro Mirabal (World Circuit/Nonesuch Records), hommage à une des grandes figures dans la musique cubaine, Arsenio Rodriguez, avec la participation de membres de Buena Vista Social Club. Cet album a été nommé aux Billboard Latin Awards 2006 en tant que meilleur album (catégorie tropical/révélation).
Manuel Mirabal meurt le 28 octobre 2024 à La Havane, à l'âge de 91 ans,.